# Zimska Zmija
Zimska Zmija je 112. epizoda Zagora objavljena u Zlatnoj seriji #336 u izdanju Dnevnika iz Novog Sada. Na kioscima u bivšoj Jugoslaviji se premijerno pojavila 1976. godine Koštala je 8 din (1,14 DEM; 0,43 $). Imala je 94 strane. Ovo je prva od ukupno pet delova koliko je imala ova epizoda. Ostali delovi objavljeni su brojevima Zlatne serije #337, 338, 340 i 341.

## Originalna epizoda
Originalno, ovaj deo objavljen je premijerno u Italiji u svesci pod nazivom La capanna maledetta u #112. regularne edicije Zagora u izdanju Bonelija na dan 14.11.1974. Epizodu je nacrtao Galijeno Feri, a scenario napisao Gvido Nolita. Naslovnicu je nacrtao Galijeno Feri. Koštala je 400 lira  (0,6 $; 1,49 DEM). Sveska na str. 3-39 sadrži poslednji deo prethodne epizode o čudovištu iz močvare, dok ova epizoda počinje na str. 40 i traje do str. 98.

## Kratak sadržaj
Zagor kreće ka Proplanku glasova, mestu na kojem treba da se održi prolećni sastanak indijanskih poglavica Darkvuda. Zagorov stari prijatelj, Vrač Mnogooki, koji organizuje sastanak, predlaže Zagoru da se sakrije u šupljem totemu oko koga će se zapaliti vatra i izađe dok ga okružuje dim da bi impresionirao poglavice. Zagor celu noć i dan provodi u totemu. Uveče se okupljaju poglavice svih Darkvudskih plemena, a Zagor se po planu pojavljuje iz vatre koja gori oko totema. Zagora izaziva novi poglavica Kajova, Zimska Zmija, i optužuje ga da da radi za belce. On je ljut na belce jer velika grupa belih ljudi prolazi kroz njihovu teritoriju i ubija bizone radi zabave. (Bizonsko meso služi indijancima da lakše prezime.) Zimska Zmija zamalo ubeđuje ostale poglavice da krenu u rat. Zagorova argumentacija je da indijanci možda mogu da ubiju putnike karavana, ali da će osveta belaca biti strašna. Zagor predlaže da razovara sa vođom karavana i ubedi belce da prestanu da love iz zabave. Zimska Zmija prihvata ponudu, i daje Zagoru rok od pet dana pre nego što on sam ne reši situaciju na njegov način. 
Sutradan, Zagor i Čiko stižu u utvrđenje Trust, i od kapetana Pearsona saznaju da se radi o karavanu koji predvodi Memphis Joe, i u kome putuju uvaženi plemići iz Evrope. Kapetan ne može ništa da uradi zato što mu je ministar naredio da ispuni sve želje plemića, tako da Zagor kreće da ih sam zaustavi. Zagor i Čiko kreću za karavanom. Na putu nailaze na gomile kostura bizona, što potvrđuje da Zimska Zmija nije lagao, Ovo je dodatno razbesnelo Zagora. Tri dana kasnije sustižu karavan, i vide da se radi o velikoj grupi od preko deset kola, prepunih luksuznih stvari. Upoznaju se sa Memphis Joeom i baronom von Swietenom. Zagor pokušava da ih odgovori od daljeg puta, tvrdeći kako će ih indijanci napasti ako se ne sklone sa njihove teritorije i ne prestanu da ubijaju bizone iz zabave.

## Prvo pojavljivanje Zimske Zmije
Ovo je prva epizoda u kojoj se pojavljuje Zimska Zmija, poglavica Kajova. Sa Zagorom ima naizmeničan odnos prijatelja i neprijatelja. Oni se ponovno susreću u epizodi ZS-782 Pećina mumija, kao i u epziodi Povratak Zimske Zmije (NSZ20).

## Prethodna i naredna epizoda
Prethodna sveska Zagora nosila je naziv Podvodno čudovište (ZS331), a naredna Poruke smrti (ZS337).

## Reprize u Srbiji
Ova epizoda reprizirana je do sada dva puta u Srbiji. U ediciji Odabrane priče #41 izašla 14.12.2017 (ukupno 406 strana; cena 580 dinara (4,9 €), te u biblioteci Zagor, knjiga #31 izašla 2020. godine (tvrde korice; cena 2800 din (23 €)). Broj #31 je po prvi put takođe bio štampan sa koricom A i B, koricu B je nacrtao Maurio Laurenti.